# Zwartoorstekelstaart
De zwartoorstekelstaart (Synallaxis candei) is een zangvogel uit de familie Furnariidae (ovenvogels).

## Verspreiding en leefgebied
Deze soort komt voor in noordelijk Colombia en westelijk Venezuela en telt drie ondersoorten:
- S. c. candei: de kusten van noordelijk Colombia en westelijk Venezuela.
- S. c. atrigularis: Magdalena (noordelijk-centraal Colombia).
- S. c. venezuelensis: noordoostelijk Colombia en noordwestelijk Venezuela.

## Status
De grootte van de populatie is niet gekwantificeerd maar de soort wordt omschreven als vrij algemeen. Op de Rode lijst van de IUCN heeft deze soort de status niet bedreigd.

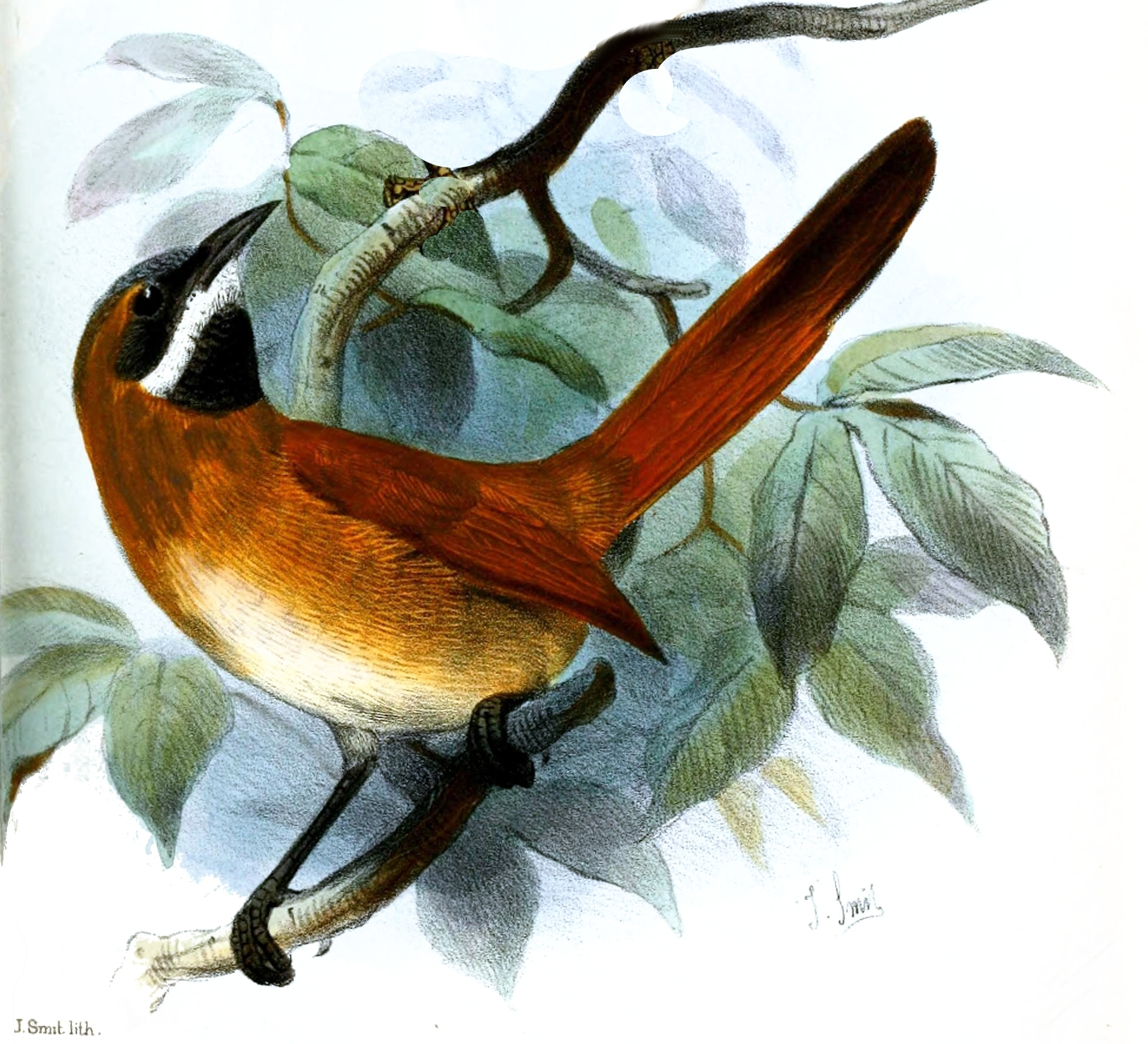